# Угловатая лягушка
Угловатая лягушка, или лягва рогатая (Cornufer guentheri) — лягушка из семейства Ceratobatrachidae. Единственный вид в своём роде. Латинское название дано в честь британского зоолога Альберта Гюнтера.

## Внешний вид и строение
Голова у лягвы рогатой треугольная, сплющенная, очень большая, спереди вытянутая в острие; на голове и спине многочисленные складки кожи; нижняя часть тела покрыта мелкими бородавками; спина сзади оканчивается острием. Окраска сильно варьирует; верхняя часть тела желтоватая, буроватая или красноватая с более тёмным рисунком; бёдра сверху и голени и лапы снизу тёмные; плечи и пахи яркого жёлтого цвета; длина 7,5—8,5 см.

## Распространение
Эндемик Соломоновых островов.

## Развитие
Стадия головастика проходится в яйце, так что из яйца выходит уже сформировавшаяся лягушка.